# Tyršův most (Hradec Králové)
Tyršův most je funkcionalistický most přes Labe v centru Hradce Králové u místní sokolovny a historické budovy Muzea východních Čech.

## Historie

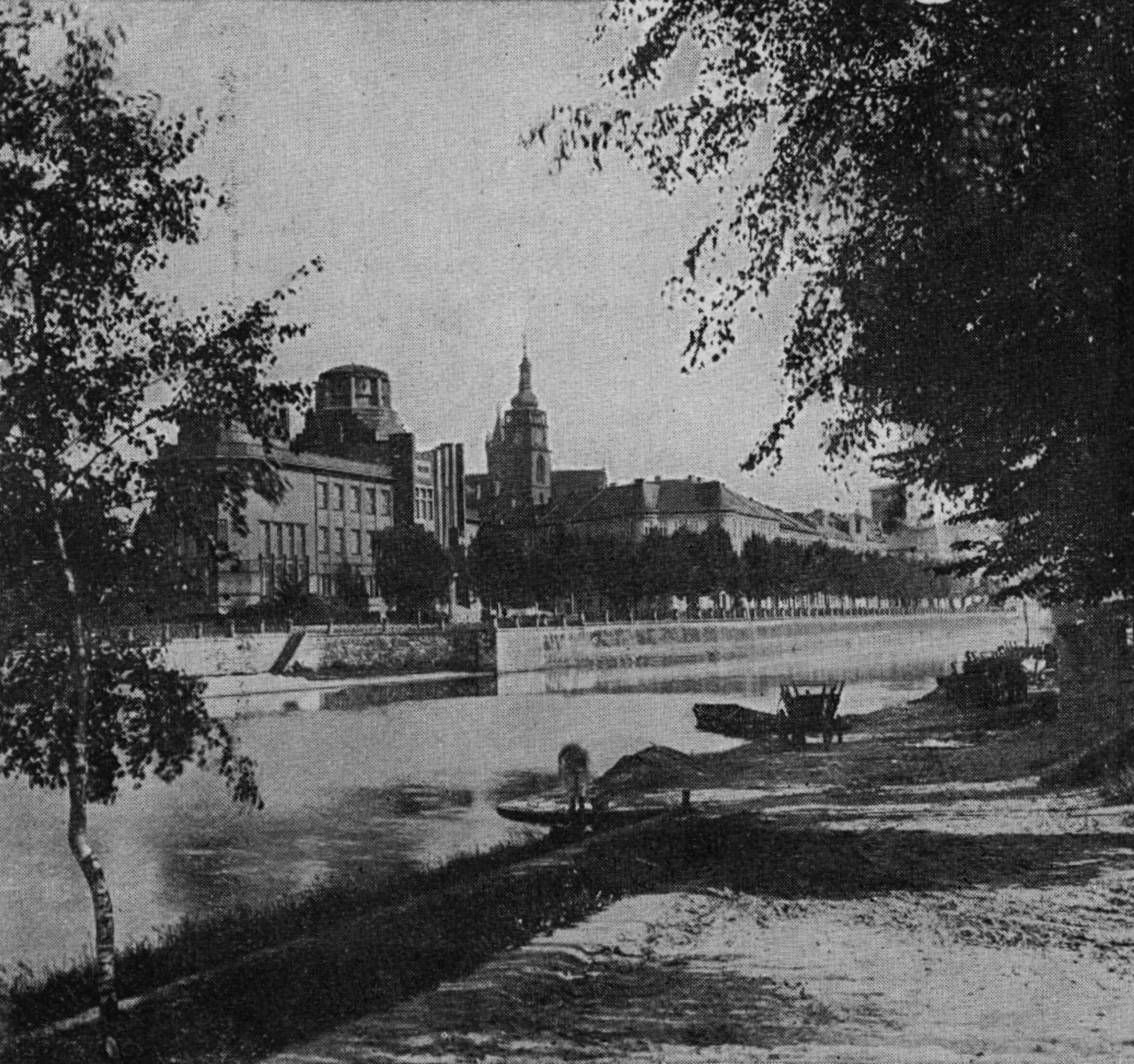
Místo v roce 1927, ještě bez mostu

Vznikl v letech 1932–1933 na hranici někdejší královéhradecké pevnosti. Nese jméno spoluzakladatele Sokola Dr. Miroslava Tyrše. Autory návrhu byli ing. dr. Fifka a ing. Moravec (pražská firma Fifka a Moravec), úpravu pak provedl Josef Gočár. Délka mostu je 60 m (rozpětí pilířů 40 m), šířka 16 m, základy jsou vyhloubeny 5 metrů pod hladinou Labe. Most údajně stavělo 300 dělníků.
Stavba mostu byla zahájena v srpnu 1932, slavnostní otevření proběhlo 25. června 1933 – zúčastnili se ho např. tehdejší starosta Hradce Josef V. B. Pilnáček či tehdejší ministr veřejných prací Jan Dostálek. Z této události existuje filmový záznam.
V dubnu 1945 byl most na obou koncích podminován Němci a na straně u muzea byl z žulových kostek vybudován protitankový zátaras. Nedaleko dnešního Tyršova mostu, v místech u dnešní sokolovny, stál dříve přívoz.
Mezi Pražským a Tyršovým mostem se každoročně koná lodní závod středních škol „Mezi mosty“.